# Carl Georg Björling

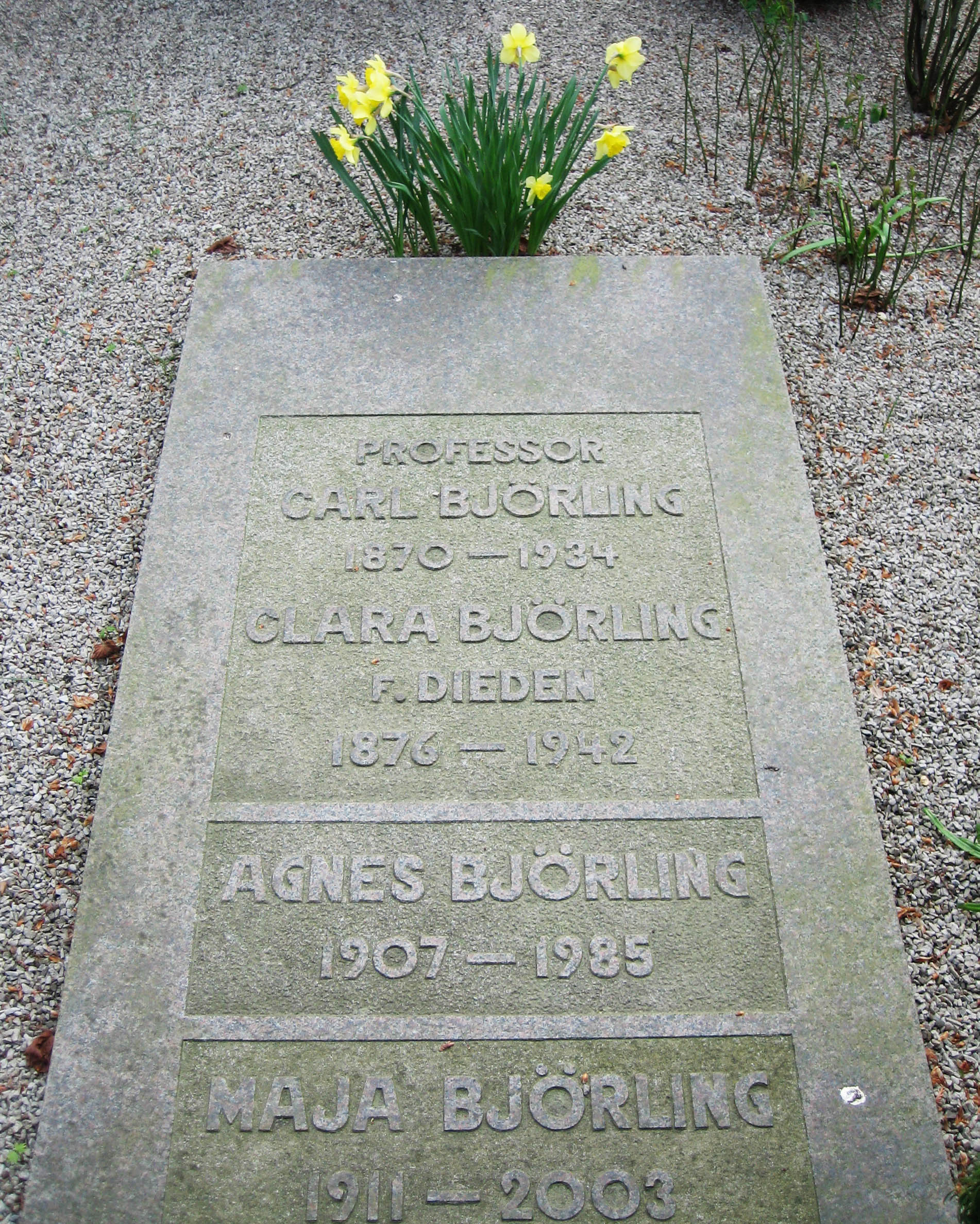
Björlings grav på Norra kyrkogården i Lund.

Carl Georg Emanuel Björling (ofta bara kallad C.G. Björling), född den 16 september 1870 i Halmstad, död den 14 mars 1934 i Stockholm, var en svensk professor i civilrätt och läroboksförfattare.  

## Biografi
Efter mogenhetsexamen i Kristianstad 1887 inskrevs Björling samma år vid Lunds universitet. Här blev han 1891 juris utriusque kandidat, 1896 juris utriusque licentiat och senare samma år juris utriusque doktor på avhandlingen Den svenska rättens exstinktiva laga fång till lösören på grund af god tro. Parallellt med detta var Björling från 1892 auskultant i Hovrätten över Skåne och Blekinge och från 1894 extra ordinarie notarie i Svea hovrätt. Han var även 1894-1896 notarie vid universitetets juridiska fakultet.
År 1893 blev Björling, efter två olika disputationsprov, docent i först rättshistoria och senare även i romersk rätt. Från hösten 1896 förestod han den extra ordinarie professuren i båda dessa ämnen fram till dess att han i december följande år blev ordinarie. Slutligen erhöll han 1901 den ordinarie professuren i civilrätt. Från 1926 och till sin död var han tillika universitetets prorektor.
Björling hade vid sidan om sin tjänst vid universitetet en lång rad förtroendeuppdrag inom kommun och föreningsliv. Han var till exempel ordförande i Lunds stadsfullmäktige 1911-1922, ordförande för högre elementarskolan för flickor från 1923, vice ordförande i Lunds sparbank från 1924, inspektor för Ystads nation 1907-1918 samt ålderman i Lunds Knutsgille 1927-1934. Han hade också ett flertal uppdrag som sakkunnig i ecklesiastikdepartementet samt som ledamot i olika statliga kommittéer. 
Björling författade ett antal juridiska fackböcker av vilka hans Lärobok i civilrätt för nybörjare utkom i minst fjorton upplagor mellan 1910 och 1954 (de senare utgåvorna bearbetade av Åke Malmström).
Björling ligger begravd på Norra kyrkogården i Lund.

## Utmärkelser
- Riddare av Nordstjärneorden, 1908
- Kommendör av Nordstjärneorden (2:a klassen), 1919
- Kommendör av Dannebrogsorden 1920.

## Familj
Björling var son till matematikern Carl Fabian Björling och dennes hustru Minna Agnes Cecilia von Schéele. 
Björling var gift första gången 1901 med Ingeborg Sökjer-Petersen (1878–1901), dotter till arrendator Hannibal Oscar Petersen och Marie Sökjer (Sökjær) och andra gången 1906 med Clara Dieden (1876–1942) som var dotter till godsägare Gotthard Dieden och hans fru Ellen född Kockum.
Björling var far till Johan Björling, och farbror till Karl Björling.